# Zenpukuji-Ginkgo

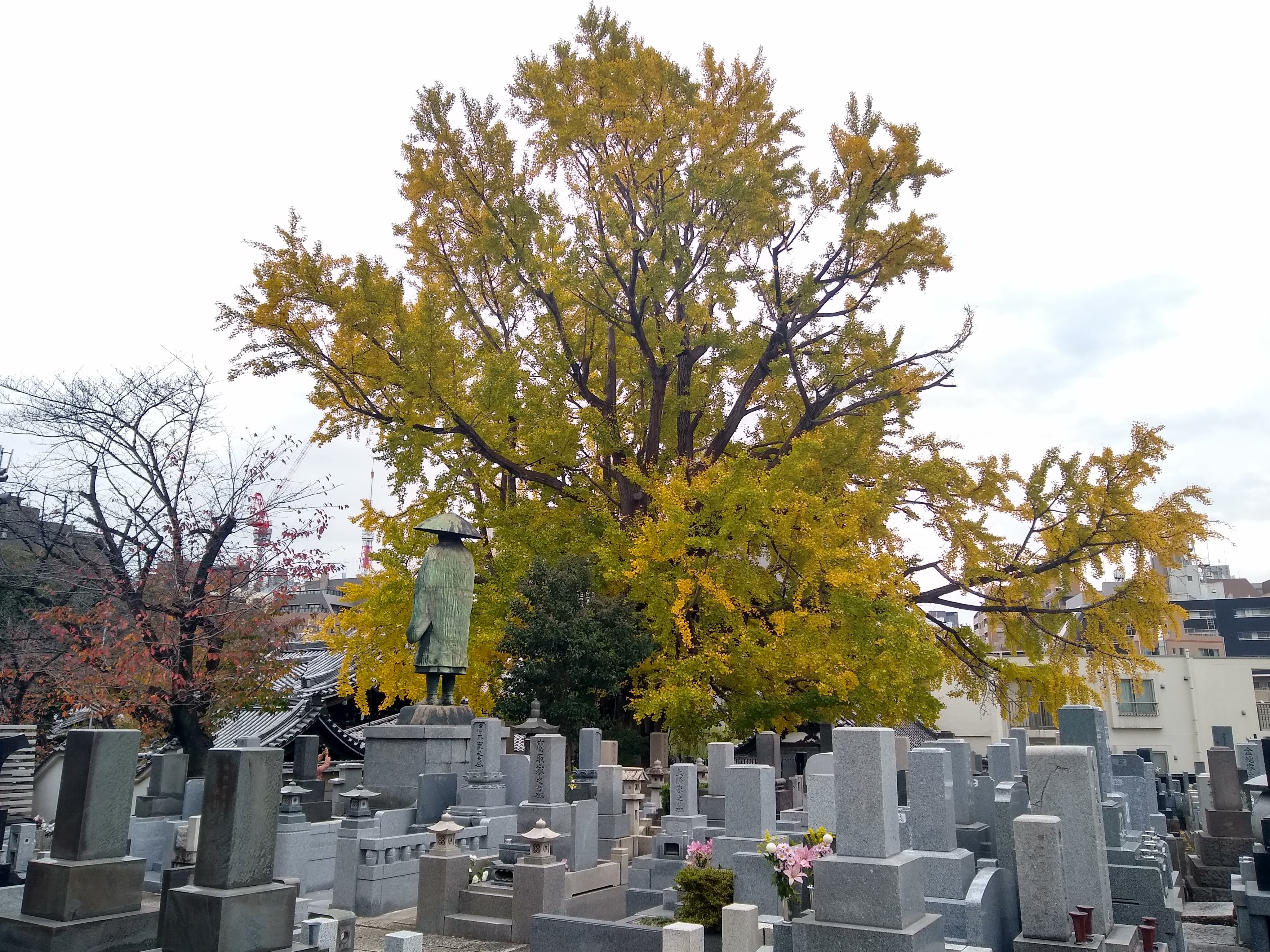
Der Zenpukuji-Ginkgo im November 2020

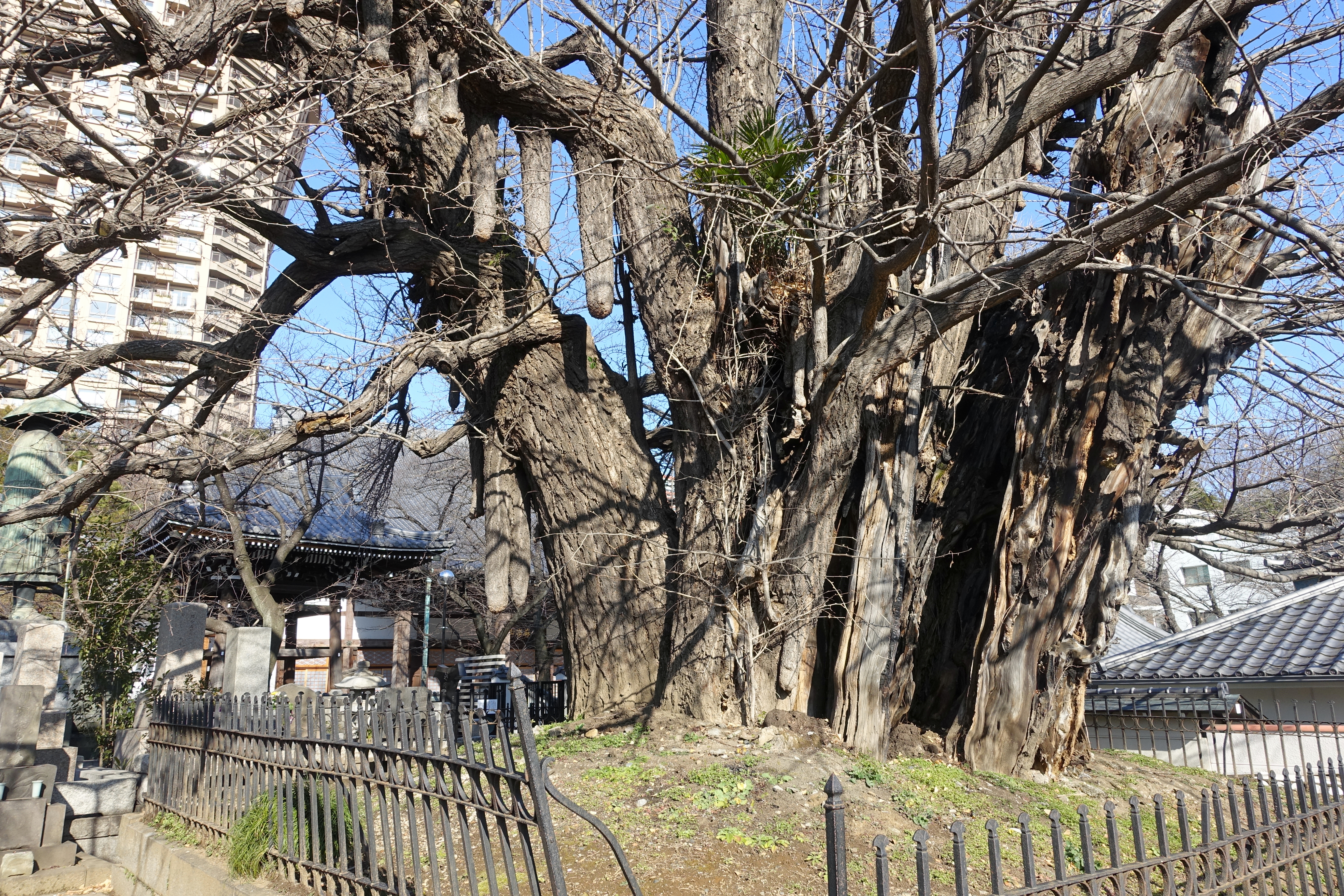
Stamm des Zenpukuji-Ginkgos im Februar 2015

Der Zenpukuji-Ginkgo (japanisch 善福寺のイチョウ Zenpukuji no Ichō) oder „umgekehrte Ginkgo“ (jap. 逆さイチョウ Sakasa-Ichō) ist ein großer, männlicher Ginkgobaum der aus China stammenden Baumart Ginkgo biloba, der sich in den Bezirken des buddhistischen Tempels Zenpuku-ji im Stadtteil Moto-Azabu des Tokioter Bezirks Minato befindet.
Der Zenpukuji-Ginkgo hat einen Stammumfang von etwa 9 m und eine Höhe von 19 m. Sein Alter wird auf etwa 700 Jahre geschätzt, womit er vermutlich der älteste Ginkgobaum innerhalb Tokios ist.
Einer Legende nach stellte der buddhistische Mönch Shinran, der beim Zenpukuji-Tempel Halt machte, den Tempel verlassend den Gingko-Stab, den er bei sich trug, auf den Boden des Geländes und ließ diesen Wurzeln schlagen, wo er zu dem heutigen Baum heranwuchs.
Der Ginkgo wurde am 20. Oktober 1926 zu einem nationalen Naturdenkmal ernannt nach Auszeichnungskriterium 2.1 („Alte Bäume von historischem Interesse, riesige Bäume, alte Bäume, deformierte Bäume, kultiviertes Industrieholz, Bäume an Straßen, Schrein-Wälder“). Im Mai 1945, gegen Ende des Zweiten Weltkriegs, wurde der Tempel bei einem US-amerikanischen Luftangriff zerstört, jedoch später wieder aufgebaut. Auch der Ginkgobaum wurde bei dem Angriff beschädigt, überlebte jedoch und erholte sich wieder.